# O Lar Doméstico
O Lar Domestico é um livro publicado em 1902 pela editora Laemmert de autoria da escritora brasileira Vera Cleser.

## Obra
Publicado pela primeira vez no ano de 1902, o contexto do lançamento do livro demarca uma série de questões importantes sobre a formação do Brasil como país. O Brasil, há pouco mais de treze anos tinha tornando-se uma República com o golpe comandado por Deodoro da Fonseca e no ano do lançamento do livro Rodrigues Alves tornava-se o quinto presidente do país.
Neste contexto de muitas mudanças na vida pública e na sociedade brasileira, um gênero literário que ganhou força foi uma espécie de manuais de feminilidade e boas condutas para mulheres, nesta virada do século XIX para o século XX. Isto denota o machismo presente na sociedade brasileira à época.
O livro de Cleser, dialoga com esses contextos. No prefácio do livro, Vera traz as seguintes frases: "não há ciência mais útil a mulher do que a de bem dirigir a sua casa; esta ciência compõe-se principalmente da experiência, e pois' indiscutível dever nosso familiarizarmos as nossas filhas com os inúmeros detalhes de que ela se compõe."
Com este teor, o livro apresenta de maneira otimista e em tom de conselho, como uma mulher deve-se portar em sociedade e quais atividades elas devam se dedicar. Há um leque de assuntos tratados no livro como a economia doméstica, como lavar roupas -(brindo um destaque para roupas brancas), preparar jantares, tratamento de filhos e maridos, dentre outros tópicos. Apesar desses temas, o principal tema trabalhado no livro são os guias domésticos com uma vasta coleção de perguntas e respostas sobre o cuidado com a casa do âmbito doméstico.
Dado seu contexto de lançamento e a literalidade da época, o livro dialoga com outras autoras à época como Júlia Lopes de Almeida. Nesta época, havia uma demanda literária muito grande por estes livros de manuais femininos e este livro de Cleser, faz parte deste movimento que é amplamente pesquisado e discutido por acadêmicos das mais diversas áreas das ciências humanas.

## Publicação
A publicação do livro denota o ano de 1902, pela editora Laemmert sendo lançado na cidade do Rio de Janeiro - então capital federal do Brasil.